# توماس أرمسترونغ (لاعب كريكت بريطاني)
توماس أرمسترونغ (16 مارس 1872 في المملكة المتحدة - 5 يوليو 1938)  (بالإنجليزية: Thomas Armstrong)‏ هو لاعب كريكت بريطاني (وحمل سابقاً جنسية المملكة المتحدة لبريطانيا العظمى وأيرلندا). لعب مع نادي مقاطعة نوتنغهامشير للكريكت ‏.